# Portugals Grand Prix
Portugals Grand Prix är en deltävling i formel 1-VM som sedan 2020 körs på Portimao i Portugal. Deltävlingen har tidigare körts på Boavista i Porto, på Monsanto Park i Lissabon samt Circuito do Estoril i Estoril. 
I juli 2020 meddelades det att Portugals Grand Prix skulle komma tillbaka för Formel 1 säsongen 2020 och att loppet skulle köras på Portimao. I mars 2021 meddelades att Portugals Grand Prix även skulle köras 2021 på samma bana.

## Vinnare Portugals Grand Prix
| År   | Bana          | Förare             | Konstruktör      |
| ---- | ------------- | ------------------ | ---------------- |
| 1958 | Boavista      | Stirling Moss      | Vanwall          |
| 1959 | Monsanto Park | Stirling Moss      | Cooper-Climax    |
| 1960 | Boavista      | Jack Brabham       | Cooper-Climax    |
| 1984 | Estoril       | Alain Prost        | McLaren-TAG      |
| 1985 | Estoril       | Ayrton Senna       | Lotus-Renault    |
| 1986 | Estoril       | Nigel Mansell      | Williams-Honda   |
| 1987 | Estoril       | Alain Prost        | McLaren-TAG      |
| 1988 | Estoril       | Alain Prost        | McLaren-Honda    |
| 1989 | Estoril       | Gerhard Berger     | Ferrari          |
| 1990 | Estoril       | Nigel Mansell      | Ferrari          |
| 1991 | Estoril       | Riccardo Patrese   | Williams-Renault |
| 1992 | Estoril       | Nigel Mansell      | Williams-Renault |
| 1993 | Estoril       | Michael Schumacher | Benetton-Ford    |
| 1994 | Estoril       | Damon Hill         | Williams-Renault |
| 1995 | Estoril       | David Coulthard    | Williams-Renault |
| 1996 | Estoril       | Jacques Villeneuve | Williams-Renault |
| 2020 | Portimão      | Lewis Hamilton     | Mercedes         |
| 2021 | Portimão      | Lewis Hamilton     | Mercedes         |